# Aghoni Bora
Aghoni Bora es una variedad de arroz, de tipo glutinoso, procedente de la India que, a diferencia del resto de arroces, no necesita cocción para que se ablande y pueda consumirse. 

## Características
El arroz se ablanda si se sumerge en agua a temperatura ambiental durante 45 minutos, lo que ahorra energía y protege el medio ambiente.
Esta variedad de arroz, que no ha sido genéticamente alterada, fue desarrollada por la Assam Agricultural University, y cuenta con creciente popularidad y podría estar disponible en el mercado próximamente.